# Manhattan Life Insurance Building
Das Manhattan Life Insurance Building war das erste Hochhaus in New York City, das mit 106 m Höhe die Hundertmetermarke überragte und von 1894 bis 1899 das höchste Gebäude der Stadt war.

## Beschreibung
Das Bürohochhaus befand sich am Broadway gegenüber der Trinity Church im Financial District von Manhattan. Das Gebäude wurde nach den Entwürfen der Architekten Kimball & Thompson 1894 als Hauptsitz der Manhattan Life Insurance Company fertiggestellt und 1904 erweitert. Mit seinent 106 Metern (348 Fuß) löste es dabei das 94 m hohe New York World Building als höchstes Hochhaus von New York ab. 1899 wurde das Manhattan Life Insurance Building wiederum vom 119 m hohen Park Row Building übertroffen. Das Gebäude wurde 1926 an Frederick Brown und einige Wochen später an die Manufacturer’s Trust Company verkauft. Im Jahr 1928 erwarb es die Central Union Trust Company. Das Gebäude wurde von 1963 bis 1964 abgerissen, um Platz für einen Annex an die 1 Wall Street (früher Irving Trust Company Building) zu schaffen, die 1965 fertiggestellt wurde.